# Újezd u Chocně (stacja kolejowa)
Újezd u Chocně – stacja kolejowa w miejscowości Újezd u Chocně, w kraju pardubickim, w Czechach. Znajduje się na wysokości 285 m n.p.m..
Jest zarządzana przez Správę železnic. Na przystanku nie ma możliwości zakupu biletów, a obsługa podróżnych odbywa się w pociągu.

## Linie kolejowe
- 020 Velký Osek – Choceň